# Hồ Urmia
Hồ Urmia (tiếng Ba Tư: دریاچه ارومیه, Daryache-ye Orumiye, tiếng Azerbaijani: Urmu gölü اورمو گؤلو, Tiếng Kurd Wermy,tiếng Armenia: Ուրմիա Լիճ, "Urmia Lich"; tên cổ đại: Hồ Matiene) là một hồ nước mặn ở tây bắc Iran gần biên giới với Thổ Nhĩ Kỳ.
Hồ nằm ở giữa các tỉnh Đông Azarbaijan và Tây Azerbaijan, phần tương tự phía tây nam biển Caspi. Nó là hồ nước lớn nhất Trung Đông là và hồ nước mặn lớn thứ 6 trên thế giới với diện tích bề mặt xấp xỉ 5,200 km² (2,000 mile²), chiều dài 140 km (87 mi) length, 55 km (34 mi), và độ sâu 16 m (52 ft).